# Grant City
Grant City è un comune degli Stati Uniti d'America, situato nello Stato del Missouri, nella contea di Worth, della quale è il capoluogo.